# Michael Harris (matemático)
Michael Howard Harris (Filadélfia, 1954) é um matemático estadunidense, que trabalha com teoria dos números e formas modulares no contexto do programa Langlands.
Harris estudou na Universidade de Princeton, onde obteve o bacharelado em 1973, com um doutorado em 1977 na Universidade Harvard, orientado por Barry Mazur, com a tese On p-adic Representations arising from Descent on Abelian Varieties. A partir de 1977 esteve na Universidade Brandeis, de 1989 a 1994 como professor. Foi depois professor na Universidade Brandeis (Denis Diderot). É desde 2001 membro do Institut Universitaire de France.
Foi palestrante convidado do Congresso Internacional de Matemáticos em Pequim (2002: On the local Langlands correspondence).
Em 2007 recebeu com Richard Taylor o Clay Research Award. Foi palestrante convidado do Congresso Internacional de Matemáticos em Seul (2014: Automorphic Galois representations and the comohology of Shimura varieties). Em 2016 foi eleito membro da Academia Europaea.
Dentre seus doutorandos consta Laurent Fargues.
É professor da Universidade Columbia em Nova Iorque.<ef>«Michael Harris». Página da Columbia University (em inglês). Consultado em 18 de setembro de 2018</ref>

## Obras
- com Richard Taylor: The geometry and cohomology of some simple Shimura varieties. Annals of Mathematics Studies 151, Princeton University Press 2001.
- Mathematics without apologies. Princeton University Press 2015.